# Vittorio Mezzogiorno
Pour les articles homonymes, voir Mezzogiorno (homonymie).
Vittorio Mezzogiorno, né à Cercola, province de Naples, le 16 décembre 1941 et mort à Milan le 7 janvier 1994 est un acteur italien.

## Biographie
Dernier né d'une famille de sept enfants, Vittorio Mezzogiorno naît à Cercola, où ses parents se sont momentanément installés. Dès leur retour à Naples, Vittorio suit des études classiques. Il habite avec sa famille entre la Baie de Chiaia et l'avenue Regina Elena. Élève studieux le jour, il s'échappe à la nuit tombée par goût du risque. Cette double vie va être un handicap dans son cursus scolaire, mais son frère aîné Vincenzo, qui rêve de devenir metteur en scène, l'initie  aux costumes et à la gestuelle théâtrale.
À 18 ans, Vittorio s'inscrit à l'Université et commence des études de médecine avant d'opter pour le droit. Il fait alors ses premières expériences en tant qu'acteur au Teatro S. où il récite des textes de Samuel Beckett et d'Eugène Ionesco. Désireux d'améliorer sa diction, il travaille sa voix sur des extraits du Code pénal. En 1962, à 21 ans, il incarne Estragon dans En attendant Godot au Piccolo teatro de Naples.
En 1966-1967, il rejoint la troupe d'Eduardo De Filippo et obtient un diplôme. En 1969, il rencontre la comédienne Cecilia Sacchi, alors très célèbre. Ils décident ensemble de monter L'Assemblée des femmes, pièce d'Aristophane dans le théâtre grec de Ségeste, en Sicile. Ils se marient le 14 octobre 1972. De leur union naîtra le 9 novembre 1974 leur unique enfant, une petite fille qui deviendra l'actrice italienne Giovanna Mezzogiorno.
La famille s'installe alors à Rome où Vittorio se consacre pleinement au théâtre, d'abord dans la troupe des Fratelli Giuffrè, puis aux côtés de l'actrice vénitienne Lauretta Masiero, des comédiens Gianni Santuccio, Gianrico Tedeschi et Mario Scaccia. Par la suite, il travaille avec Flavio Bucci, Stefano Satta-Flores, Cristiano Censi et Isabella del Bianco.
En 1971, il débute aux côtés de Michele Placido dans Indagine su una rapina (Enquête sur un vol) de Gian Pietro Calasso. Ce film, prévu pour la télévision, ne voit le jour qu'à la radio. L'année 1972 marque ses débuts dans le petit écran avec Il Picciotto, d'Alberto Negrin. En 1975, il débute au cinéma avec La Cecilia, du réalisateur français Jean-Louis Comolli. Il tourne alors bon nombre de films en Italie tout en continuant de se produire sur scène.
Jean-Jacques Beineix lui ouvre les portes du cinéma français avec La Lune dans le caniveau où il partage l'affiche avec Gérard Depardieu et Nastassja Kinski, mais la vraie reconnaissance vient, la même année, avec le rôle de Jean, marginal homosexuel, dans le troisième film de Patrice Chéreau : L'Homme blessé, où il est doublé par Depardieu. Plébiscité par la critique, ce film, qui réunit aussi Roland Bertin, Jean-Hugues Anglade et Lisa Kreutzer, est interdit aux moins de 12 ans lors de sa sortie. Entre-temps, Vittorio s'est installé à Paris, où sa famille finit par le rejoindre.
Dans l'adaptation théâtrale du Mahabharata, transcription de la longue épopée sancrite de la mythologie hindoue que Peter Brook monte au théâtre avec sa troupe, Vittorio y est Arjuna, le fils du dieu Indra. Jamais un rôle ne l'a autant marqué: « Avec Brook, disait-il en 1984, on plonge où l'on s'en va ». La première a lieu à la Carrière de Boulbon durant l'été 1985 dans le cadre du Festival d'Avignon et dure toute la nuit. En 1989, il l'adapte au cinéma. Une rupture complète avec sa carrière d'avant: « Je n'avais plus guère envie d'être une image à la disposition de metteurs en scène hyper pressés qui ne prennent même pas le temps de discuter avec vous du personnage qu'ils vous offrent », précisait-il. « Travailler de cette façon ne procure que des résultats médiocres. Moi, j'ai besoin d'un vrai travail physique. Non pas pour devenir plus fort, mais pour devenir plus maître de moi-même, de mes gestes, de mon souffle. C'est par le travail, incessant, répété, qu'un acteur finit par découvrir ce qu'il est capable de créer ».
Dans les années 1990, Vittorio Mezzogiorno retourne en Italie et s'installe à Milan. Il devient une star du petit écran en interprétant le commissaire Davide Licata dans le feuilleton La Mafia qui traite du milieu mafieux. En 1992, il tourne Hors saison, de Daniel Schmid et joue avec son épouse au Teatro Stabile de Parme la pièce en un acte d'Arthur Schnitzler Scena Madre (adaptation de Grosse Szene) dans une mise en scène d'Alain Maratrat. Ce seront ses dernières apparitions.
Par hasard, alors qu'il se trouve loin de l'Italie, Vittorio Mezzogiorno découvre qu'il est atteint d'un cancer. Il mène alors un rude combat contre la maladie, mais décède à Milan le 7 janvier 1994, à l'âge de 52 ans.

## Filmographie

### Cinéma
- 1975 : La Cecilia, de Jean-Louis Comolli: Luigi
- 1976 : Commando terreur (Milano violenta), de Mario Caiano: Walter
- 1976 : La orca, d'Eriprando Visconti
- 1976 : Basta che non si sappia in giro, (épisode Il Superiore) de Luigi Magni: Lupo
- 1977 : Équipe spéciale (La polizia è sconfitta) de Domenico Paolella
- 1979 : Il giorno dei cristalli, de Giacomo Battiato: Michele Paita
- 1979 : Un jouet dangereux (Il giocattolo), de Giuliano Montaldo: Sauro
- 1980 : Desideria: la vita interiore (it), de Gianni Barcelloni Corte (it) : Erostrate
- 1980 : Moto massacre (Speed Cross), de Stelvio Massi: Nicola
- 1980 : Café express, de Nanni Loy : Amitrano
- 1980 : Doppio sogno dei Sigg X, d'Anna Maria Tato
- 1980 : Arrivano i bersaglieri, de Luigi Magni : Alfonso
- 1981 : La Chute des anges rebelles (La caduta degli angeli ribelli) de Marco Tullio Giordana : Vittorio
- 1981 : Trois Frères, de Francesco Rosi : Rocco Giuranna/le jeune Donato
- 1981 : L'Enfer en quatrième vitesse (Car Crash), d'Antonio Margheriti : Nick
- 1981 : E noi non faremo karakiri, de Francesco Longo (it) : Matteo
- 1982 : Un asila al Patibulo, de Giuliana Berlinguer
- 1983 : La casa del tappeto giallo de Carlo Lizzani : Antonio
- 1983 : L'Homme blessé, de Patrice Chéreau : Jean Lerman
- 1983 : La Lune dans le caniveau, de Jean-Jacques Beineix : Newton Channing
- 1984 : La Garce, de Christine Pascal : Max Halimi
- 1984 : Les Cavaliers de l'orage, de Gérard Vergez : Gorian
- 1987 : Jenatsch, de Daniel Schmid : Jürg Jenatsch
- 1987 : Fuegos, d'Alfredo Arias : El Gringo
- 1988 : Contrainte par corps, de Serge Leroy :Kasta
- 1989 : La Révolution française, de Robert Enrico : Marat
- 1989 : Le Mahabharata, de Peter Brook : Arjuna
- 1991 : Cerro Torre : Le Cri de la roche (Cerro Torre : Schrei aus Stein), de Werner Herzog : Roccini
- 1991 : Autour du désir, de Marco Bellocchio : Lorenzo Colajanni
- 1991 : Riflessi in un cielo scuro de Salvatore Maira
- 1992 : Golem, l'esprit de l'exil, d'Amos Gitaï : Le Maharal
- 1992 : Hors saison, de Daniel Schmid : Oncle Paul
- 1993 : Caccia alle moschede Angelo Longoni

### Télévision
- 1965 : Resurrezione, mini-série de Franco Enriquez (it)
- 1965 : Le avventure di Laura Storm (it), mini-série de Camillo Mastrocinque
- 1966 : Luisa Sanfelice (it), de Leonardo Cortese, d'après Alexandre Dumas père
- 1967 : La Fiera della vanità, d'Anton Giulio Majano
- 1971 : Basta che non si sappia in giro (épisode Il Superiore), de Luigi Magni
- 1973 : Il Picciotto, d'Alberto Negrin
- 1974 : Dedicato a un medico, mini-série de Gianni Serra (it)
- 1974 : L'Assassinio dei fratelli Rosselli, de Silvio Maestranzi (de)
- 1975 : L'amaro caso della baronessa di Carini (it), mini-série de Daniele D'Anza
- 1975 : Diagnosi, de Mario Caiano : Dottore Silvestri
- 1975 : I, Killer, de Gian Pietro Calasso
- 1976 : Una spia del regime, d'Alberto Negrin
- 1976 : Extra, de Daniele d'Anza
- 1976 : Il marsigliese de Giacomo Battiato (feuilleton)
- 1979 : Martin Eden, de Giacomo Battiato, d'après Jack London Cheeseface
- 1979 : I Racconti fantastici, d'Edgar Allan Poe, mini-série de Daniele D'Anza
- 1980 : L'assedio, de Silvio Maestrazzi
- 1984 : Et la vie continue (...e la vita continua) de Dino Risi : Saverio Betocchi
- 1984 : La Mafia, de Sergio Silva : Il cuore del problema - Commissaire Davide Licata
- 1985 : La Chute de Mussolini (Mussolini and I), d'Alberto Negrin : Alessandro Paolini

## Théâtre
- 1966-1967 : Le Farse di Scarpetta : na mugliera africana et Omniedeco die femmene, d'Eduardo Scarpetta, compagnie Eduardo De Filippo
- 1967-1968 : Il Contratto d'Eduardo De Filippo, m.e.s. d'Eduardo De Filippo
- 1968 : Les Nuées, d'Aristophane, m.e.s. de Roberto Guicciardini (it)
- 1968-1969 : Il Cavallo a vapore, Compagnie Aldo et Carlo Giuffrè, Lauretta Masiero, m. e. s. de Daniele D'Anza
- 1969 : L'Assemblée des femmes d'Aristophane, m.e.s. de Mario Prosperi (it)
- 1969 : La Primavera di Praga, de Luigi Preti, Compagnie Lucio Ardenzi (it)
- 1970 : La Mère, de Bertolt Brecht, m.e.s. de Cristiano Censi
- 1971 : L'opera del Mendicante (adaptation italienne de The Beggar's Opera), de John Gay, m.e.s. de Giorgio Bandini
- 1976 : Il Nostro, de Ghigo de Chiara, m.e.s. de G. de Martino
- 1976 : Annata Ricca de Montoglio (en sicilien), m.e.s. de Romano Bernardi
- 1984-1986 : Mahâbhârata (en langue française), m.e.s. de Peter Brook : Arjuna
- 1986 : Ritorno ad Alphaville, d'après Alphaville de Jean-Luc Godard m.e.s. de Mario Martone
- 1987-1988 : The Mahabharata (en langue anglaise), m.e.s de Peter Brook : Arjuna
- 1989 : Woyzeck, de Georg Büchner, m.e.s de Mario Martone
- 1992 : Scena Madre, d'Arthur Schnitzler, m.e.s de Alain Maratrat

## Radio
- 1971 : Indagine su una rapina, m.e.s. de Gian Pietro Calasso

## Distinctions
- 1979 : Ruban d'argent du meilleur acteur dans un second rôle pour Il Giocattolo, de Giuliano Montaldo
- 1981 : Ruban d'argent du meilleur acteur pour Tre Fratelli, de Francesco Rosi
- 1990 : Ciak d'Oro dans la catégorie Meilleur acteur pour Cerro Torre : Shrei aus Stein, de Werner Herzog